# Lysterglas

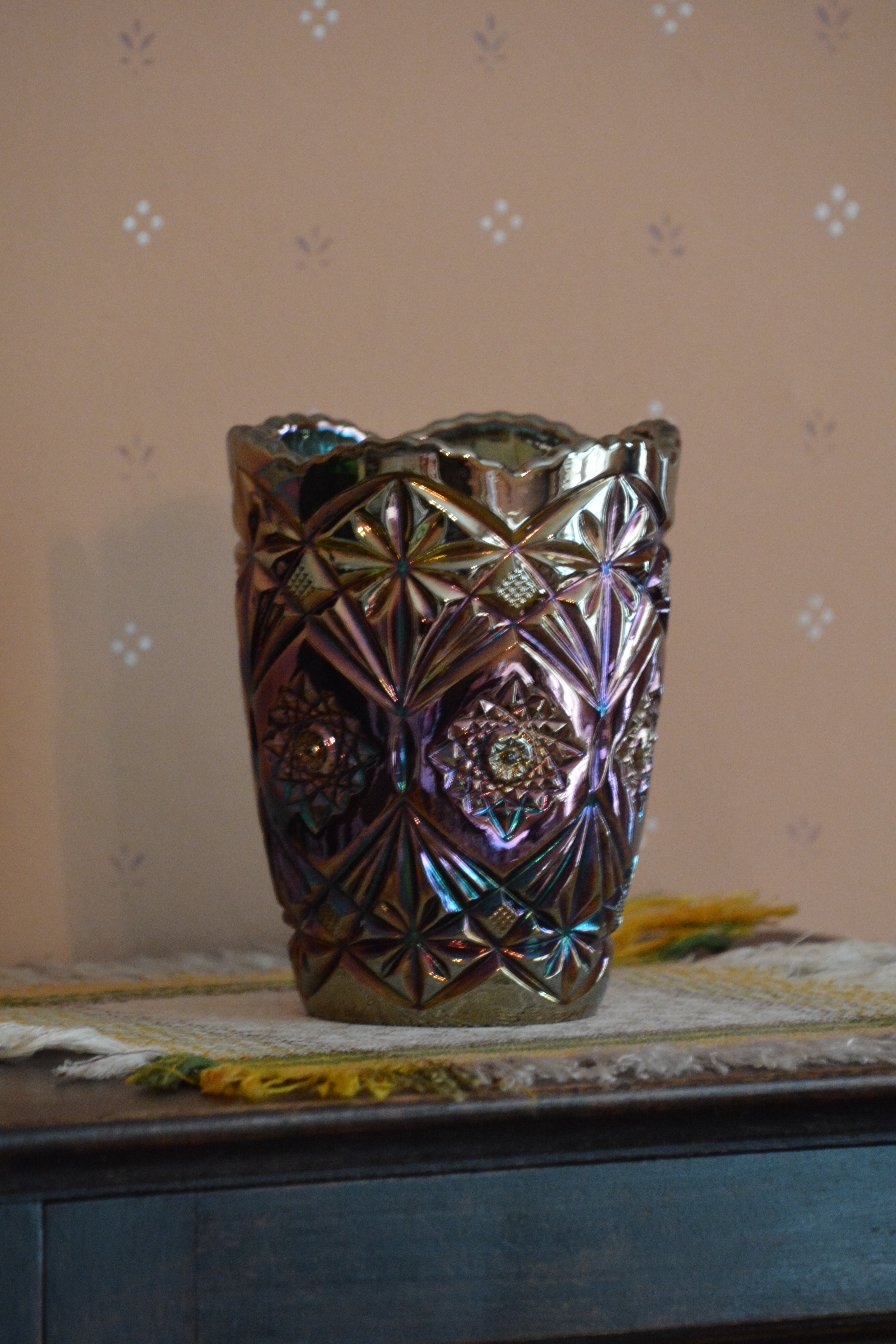
Lysterglasvas av pressat glas, från Karhula glasbruk eller Riihimäki glasbruk

Lysterglas, på finlandssvenska även giftglas, är glas med metalloxidbeläggning.
För att åstadkomma lysterglas doppas glasprodukten i syror, i vilka tillsatts metallsalter. Av metalloxiden får glaset en metallisk yta. 
Pressat lysterglas har i Sverige tillverkats av Eda glasbruk 1925–1930 och i Finland av Karhula glasbruk och Riihimäki glasbruk.